# Крістіан Дзеноні
Крістіан Дзеноні (італ. Cristian Zenoni, нар. 23 квітня 1977, Трескоре-Бальнеаріо) — італійський футболіст, що грав на позиціях захисника і півзахисника, зокрема за клуби «Аталанта», «Ювентус» та «Сампдорія», а також національну збірну Італії.
Має брата-близнюка Даміано, з яким разом грав в «Аталанті» і збірній.

## Клубна кар'єра
Народився 23 квітня 1977 року в місті Трескоре-Бальнеаріо. Вихованець футбольної школи клубу «Аталанта». 
На дорослому рівні починав грати у 1996–1997 роках на умовах оренди за третьоліговий «Пістоєзе».
1997 року повернувся до «Аталанти», де протягом наступних чотирьох сезонів був гравцем основного складу, допомігши команді зокрема 2000 року повернути собі місце у Серії A.
2001 року уклав контракт з «Ювентусом», за який відіграв переможні для туринського клубу сезони 2001/02 і 2002/03.
З 2003 року п'ять сезонів захищав кольори клубу «Сампдорії», де здебільшого виходив на поле в основному складі команди.
Згодом з 2008 по 2012 рік грав за «Болонью» у найвищій італійській лізі, за «АльбіноЛеффе» у другому дивізіоні та за «Монцу» у третьому.
Завершував ігрову кар'єру у нижчоліговому «Грумеллезе», за який виступав протягом 2012—2013 років, де воз'єднався з братом-близнюком Даміано.

## Виступи за збірні
Протягом 1998–1999 років залучався до складу молодіжної збірної Італії. На молодіжному рівні зіграв у 3 офіційних матчах.
2001 року дебютував в офіційних матчах у складі національної збірної Італії. Свою другу і останню гру за національну команду провів у 2006 році.

## Кар'єра тренера
Розпочав тренерську кар'єру, ще продовжуючи грати на полі, 2012 року як тренер молодіжної команди «Монци».
Згодом працював на різних тренерських посадах ще в декількох італійських клубах.

## Статистика виступів

### Статистика клубних виступів
| Сезон                 | Команда               | Чемпіонат             | Чемпіонат | Чемпіонат | Національний кубок | Національний кубок | Національний кубок | Континентальні кубки | Континентальні кубки | Континентальні кубки | Інші змагання | Інші змагання | Інші змагання | Усього | Усього |
| Сезон                 | Команда               | Ліга                  | Ігор      | Голів     | Ліга               | Ігор               | Голів              | Ліга                 | Ігор                 | Голів                | Ліга          | Ігор          | Голів         | Ігор   | Голів  |
| --------------------- | --------------------- | --------------------- | --------- | --------- | ------------------ | ------------------ | ------------------ | -------------------- | -------------------- | -------------------- | ------------- | ------------- | ------------- | ------ | ------ |
| 1995–96               | «Аталанта»            | A                     | 0         | 0         | КІ                 | 0                  | 0                  | -                    | -                    | -                    | -             | -             | -             | 0      | 0      |
| 1996–97               | «Пістоєзе»            | C1                    | 30        | 0         | КІ-C               | ?                  | ?                  | -                    | -                    | -                    | -             | -             | -             | 30     | 0      |
| 1997–98               | «Аталанта»            | A                     | 17        | 0         | КІ                 | 6                  | 0                  | -                    | -                    | -                    | -             | -             | -             | 23     | 0      |
| 1998–99               | «Аталанта»            | B                     | 33        | 1         | КІ                 | 6                  | 0                  | -                    | -                    | -                    | -             | -             | -             | 39     | 1      |
| 1999–00               | «Аталанта»            | B                     | 37        | 0         | КІ                 | 8                  | 0                  | -                    | -                    | -                    | -             | -             | -             | 45     | 0      |
| 2000–01               | «Аталанта»            | A                     | 34        | 1         | КІ                 | 9                  | 1                  | -                    | -                    | -                    | -             | -             | -             | 43     | 2      |
| Усього за «Аталанту»  | Усього за «Аталанту»  | Усього за «Аталанту»  | 121       | 2         |                    | 29                 | 1                  |                      |                      |                      |               |               |               | 150    | 3      |
| 2001–02               | «Ювентус»             | A                     | 24        | 1         | КІ                 | 7                  | 0                  | ЛЧ                   | 8                    | 0                    | -             | -             | -             | 39     | 1      |
| 2002–03               | «Ювентус»             | A                     | 13        | 1         | КІ                 | 4                  | 0                  | ЛЧ                   | 2                    | 0                    | СІ            | 0             | 0             | 19     | 1      |
| Усього за «Ювентус»   | Усього за «Ювентус»   | Усього за «Ювентус»   | 37        | 2         |                    | 11                 | 0                  |                      | 10                   | 0                    |               |               |               | 58     | 2      |
| 2003–04               | «Сампдорія»           | A                     | 24        | 0         | КІ                 | 3                  | 1                  | -                    | -                    | -                    | -             | -             | -             | 27     | 1      |
| 2004–05               | «Сампдорія»           | A                     | 35        | 0         | КІ                 | 2                  | 0                  | -                    | -                    | -                    | -             | -             | -             | 37     | 0      |
| 2005–06               | «Сампдорія»           | A                     | 35        | 0         | КІ                 | 3                  | 0                  | КУЄФА                | 6                    | 0                    | -             | -             | -             | 44     | 0      |
| 2006–07               | «Сампдорія»           | A                     | 35        | 1         | КІ                 | 8                  | 2                  | -                    | -                    | -                    | -             | -             | -             | 43     | 3      |
| 2007–08               | «Сампдорія»           | A                     | 16        | 0         | КІ                 | 4                  | 0                  | КУЄФА+Інт            | 3+1                  | 0+0                  | -             | -             | -             | 24     | 0      |
| Усього за «Сампдорію» | Усього за «Сампдорію» | Усього за «Сампдорію» | 145       | 1         |                    | 20                 | 3                  |                      | 10                   | 0                    |               |               |               | 175    | 4      |
| 2008–09               | «Болонья»             | A                     | 33        | 0         | КІ                 | 2                  | 0                  | -                    | -                    | -                    | -             | -             | -             | 35     | 0      |
| 2009–10               | «Болонья»             | A                     | 16        | 0         | КІ                 | 1                  | 0                  | -                    | -                    | -                    | -             | -             | -             | 17     | 0      |
| Усього за «Болонью»   | Усього за «Болонью»   | Усього за «Болонью»   | 49        | 0         |                    | 3                  | 0                  |                      | -                    | -                    |               | -             | -             | 52     | 0      |
| 2010–11               | «АльбіноЛеффе»        | B                     | 32+2      | 1+0       | КІ                 | 1                  | 0                  | -                    | -                    | -                    | -             | -             | -             | 35     | 1      |
| 2011–12               | «Монца»               | ЛП                    | 19+2      | 0+0       | КІ                 | 0                  | 0                  | -                    | -                    | -                    | -             | -             | -             | 21     | 0      |
| 2012–13               | «Грумеллезе»          | Екс.                  | 25        | 0         |                    | 0                  | 0                  |                      | -                    | -                    |               | -             | -             | 25     | 0      |
| Усього за кар'єру     | Усього за кар'єру     | Усього за кар'єру     | 483+4     | 6+0       |                    | 64                 | 4                  |                      | 20                   | 0                    |               | 0             | 0             | 569    | 10     |

### Статистика виступів за збірну
| Дата      | Місто   | Господарі | Результат | Гості     | Турнір           | Голи | Примітки |
| --------- | ------- | --------- | --------- | --------- | ---------------- | ---- | -------- |
| 28-2-2001 | Рим     | Італія    | 1 – 2     | Аргентина | товариський матч | -    |          |
| 16-8-2006 | Ліворно | Італія    | 0 – 2     | Хорватія  | товариський матч | -    |          |
| Усього    |         | Матчів    | 2         |           | Голів            | 0    |          |

## Титули і досягнення
- Чемпіон Італії (2):

«Ювентус»: 2001-2002, 2002-2003
- Володар Суперкубка Італії з футболу (1):

«Ювентус»: 2002